# Jacques Spitz
Jacques Spitz (Ghazaouet, 1º ottobre 1896 – Parigi, 16 gennaio 1963) è stato un autore di fantascienza francese.

## Biografia
Ingegnere, nacque nel 1896 a Nemours in Algeria (oggi Ghazaouet) e morì nel 1963 a Parigi, in Francia dove visse a lungo da solo.
Cinico e pessimista, è stato influenzato dal surrealismo, anche se i suoi maestri sono stati Kant e Valéry.

## Opere
- La croisière indécise, 1926
- La mise en plis, Éditions du Logis, 1928
- Le vent du monde, Gallimard, 1928
- Le voyage muet, Gallimard, 1930
- Les dames de Velours, Gallimard, 1933
- L'agonie du globe, Gallimard, 1935
- Les évadés de l'an 4000, Gallimard, 1936
- L'uomo elastico (L'homme élastique, Gallimard Nrf, 1938), traduzione di Giuseppe Lippi, in Incubi perfetti, Urania 1510, Arnoldo Mondadori Editore, 2006
- Le mosche (La guerre des mouches, Gallimard, 1938), traduzione di Giuseppe Lippi, in Incubi perfetti, Urania 1510, Arnoldo Mondadori Editore, 2006
- L'expérience du dr. Mops, Gallimard, 1939
- La parcelle "Z", Éditions Jean Vigneau, 1942
- Segnali dal sole (Les signaux du soleil, Éditions Jean Vigneau, 1943), traduzione di Laura Serra, Urania Collezione 073, Arnoldo Mondadori Editore, 2009
- L'occhio del purgatorio (L'Œil du Purgatoire, 1945), traduzione di Bianca Russo, Urania 622, Arnoldo Mondadori Editore, 1973
- La forêt des Sept-Pies, Éditions Maréchal, 1946
- Albine au Poitrail, Éditions Debresse, 1956

### Antologie
- Incubi perfetti, traduzione di Giuseppe Lippi, Urania 1510, Arnoldo Mondadori Editore, 2006

### Nuove edizioni
- Joyeuses Apocalypses, Éditions Bragelonne, 2009 (antologia contenente La Guerre des mouches, L'Homme élastique,  sei racconti, e come inedito: La Guerre mondiale n° 3)
- La guerra mondiale n°3, in Urania Collezione n. 156, traduzione di Giuseppe Lippi, Mondadori, Milano, 2016